# Hubert Svoboda
Hubert Svoboda (15. října 1891 Tetčice – 24. srpna 1969) byl český architekt a stavitel.

## Život
Narodil se v Tetčicích u Brna jako nejmladší z pěti dětí hajnému Františkovi a jeho manželce Františce dne 15. října 1891. V roce 1911 absolvoval C.K. vyšší státní průmyslovou školu v Brně, dnešní Střední průmyslovou školu stavební. Po té pracoval jako praktikant ve stavební firmě Bacher a Petřík v Brně a potom jako asistent v technické kanceláři architekta Aloise Sojky v Olomouci. Od roku 1911 do roku 1913 pracoval v Sarajevu jako stavební technik a dozor pro Bosensko-hercegovinskou stavební společnost v Sarajevu. V březnu 1915 byl povolán do armády v Srbsku. Dne 1. srpna 1916 byl povýšen na velitele čety desátého zákopnického praporu Přemysl. V letech 1916-1917 bojoval v Albánii, v roce 1918 bojoval na italské horské frontě, kde byl raněn a odtud odvezen do špitálu ve Vídni. Po válce 15. 11. 1918 se hlásil do služeb Československého státu. V době od 5. do 19. 6. 1919 úspěšně absolvoval tzv. ministerskou zkoušku a byl uznán způsobilým k výkonu svého povolání. Dne 19. 11. 1919 získal stavitelskou koncesi se sídlem v Brně Na Ponávce 8. Od roku 1920 provozoval stavební firmu a spolupracoval se staviteli Leopoldem Jungmannem a Vladimírem Stavíčkem. Dne 13. 4. 1926 se stal náhradním členem rozhodčí komise z řad zaměstnavatelů. Postavil též domy pro bytové družstvo čs. důstojníků v Brně. Byl také členem ústředního svazu soudních znalců Bělehradská 82 Praha XII. V roce 1927 provedl výstavbu bytových domů pro obecně prospěšné stavební družstvo DOMOV pro Velké Brno. V roce 1930 vystavěl bytové domy pro obecně prospěšné stavební a bytové družstvo STAVOG Brno. Dne 19. 10. 1931 společně se staviteli Leopoldem Jungmannem, Hermanem Mainxem a Stanislavem Nedělou započal výstavbu Úrazové nemocnice v Brně. 26. 3. 1936 požádal o přeložení koncese z Kounicovy ul. 17 na Botanickou ul. 12. V roce 1937 převzal výstavbu Zbrojovky ve Vsetíně včetně činžovních domů pro zaměstnance. V lednu 1938 byl ministerstvem obrany pověřen výstavbou obranného opevnění na severní Moravě v úseku Mosty (okolí Českého Těšína). V době od dubna do konce července 1938 bylo postaveno 38 objektů tzv. Řopíků.
Během války pokračoval ve výstavbě objektů. Např. tovární budova Optikotechny v Přerově, Zbrojovka – její závody v Kuřimi, Vsetíně, v Brně Líšni, Klöckner Flugmotorenbau v Kuřimi. Po roce 1945 byl obviněn z údajné kolaborace s nacisty a byl za to odsouzen na 2 roky vězení a ke ztrátě majetku.
K tomuto je však nutno poznamenat, že dle doložených svědectví zaměstnanců a zápisů od členů tehdejší odborové organizace „Národních dělníků“ později „Jednoty zaměstnanců stavebních odborů“ a mnoha dalších svědků bylo toto obvinění nepodloženo a zneužito k likvidaci velké stavební firmy.
V roce 1948 mu byl zakázán pobyt v Brně a byl odeslán jako stavbyvedoucí Československých stavebních závodů n.p. stavět čokoládovnu do Trebišova na východním Slovensku. V roce 1949 byl pověřen výstavbou strojních a traktorových stanic v Barce u Košic a Kelemeši, (dnešní Ľubotice) u Prešova. V roce 1953 – byl jmenován vedoucím v oddělení příprav při výstavbě Zbrojovky v Dubnici nad Váhom. Od roku 1954 do roku 1958 pracoval na státním statku v Brně Údolní 11, odkud byl po třídních a politických prověrkách propuštěn pro ztrátu důvěry. V roce 1960 se stal členem družstva VKUS Brno, kde pracoval jako projektant. Vypracoval např. spojovací část hotelu Internacionál (restaurace Plzeňka).

## Seznam staveb firmy Hubert Svoboda provedených v letech 1920-1923
- 1. Lázně Riviera
- 2. 6 jednopatrových rodinných domků na Žlutém kopci pro stavebnické družstvo „Úřednická čtvrť“
- 3. 9 rodinných domků v Jundrově pro stavební družstvo „Jundrov“
- 4. 3 pětipatrové činžovní domy pro stavební družstvo „Domov“ v Brně Kotlářská ul.
- 5. 5 pětipatrových domů činžovních pro družstvo čs. důstojnictva v ulici Kotlářské a Kounicově v Brně.
- 6. Jeden čtyřposchoďový dům činžovní pro stavební družstvo invalid. důstojníků v Brně ul. Kotlářská.
- 7. Jedna část přístavby Zemského domu II v Brně
- 8. 6 rodinných dvojdomků jednopatrových pro stavební družstvo zemědělské a hypoteční banky v Černých polích.
- 9. Jeden třípatrový činžovní dům pro stavební družstvo zemědělské a hypoteční banky v Černých polích.
- 10. Dvě jednopatrové vilky pro družstvo čs. důstojnictva v Černých polích (kpt. Gajdoš a Indra)
- 11. Jedna vila jednopatrová pro dvě rodiny v pro stavební družstvo „Úřednická čtvrť“. (prof. K. Svoboda a vrch. of. Kandus).
- 12. Jeden jednopatrový rodinný domek v Čer. polích v Žampachově ulici.
- 13. Jeden rodinný domek v Černých polích v „Domkách“.
- 14. Jedna vila jednopatrová pro dvě rodiny v Černých polích (p. ing. Weigel).
- 15. Dvoupatrová budova pro firmu Telegrafia v Přadlácké ulici.
- 16. jedna vila jednopatrová v Komárově (p. Hájek)

Mimo výše uvedené stavby byly prováděny stavby ještě mimo Brno jako např. v Tetčicích, na Kratochvilce, v Kounicích a Bránicích a jiné, jakož i různé adaptace a nadstavby.